# Траффорд (Алабама)
Траффорд (англ. Trafford) — місто (англ. town) в США, в округах Джефферсон і Блаунт штату Алабама. Населення — 613 особи (2020).

## Географія
Траффорд розташований за координатами 33°49′10″ пн. ш. 86°44′48″ зх. д. / 33.81944° пн. ш. 86.74667° зх. д. (33.819484, -86.746572). За даними Бюро перепису населення США в 2010 році місто мало площу 6,32 км², уся площа — суходіл.

## Демографія
Згідно з переписом 2010 року, у місті мешкало 646 осіб у 274 домогосподарствах у складі 186 родин. Густота населення становила 102 особи/км². Було 308 помешкань (49/км²).
Расовий склад населення:
| - 92,7 % — білих - 6,2 % — чорних або афроамериканців - 0,2 % — корінних американців |

До двох чи більше рас належало 0,8 %. Частка іспаномовних становила 0,9 % від усіх жителів.
За віковим діапазоном населення розподілялося таким чином: 21,4 % — особи молодші 18 років, 61,1 % — особи у віці 18—64 років, 17,5 % — особи у віці 65 років та старші. Медіана віку мешканця становила 39,9 року. На 100 осіб жіночої статі у місті припадало 101,9 чоловіків; на 100 жінок у віці від 18 років та старших — 101,6 чоловіків також старших 18 років.
Середній дохід на одне домашнє господарство становив 53 753 долари США (медіана — 28 889), а середній дохід на одну сім'ю — 44 608 доларів (медіана — 40 750). За межею бідності перебувало 29,1 % осіб, у тому числі 33,6 % дітей у віці до 18 років та 16,8 % осіб у віці 65 років та старших.
Цивільне працевлаштоване населення становило 172 особи. Основні галузі зайнятості: освіта, охорона здоров'я та соціальна допомога — 19,2 %, мистецтво, розваги та відпочинок — 18,0 %, роздрібна торгівля — 11,6 %, виробництво — 11,0 %.